# Argument der menschlichen Grenzfälle
Argument der menschlichen Grenzfälle (AMG) bezeichnet in der tierethischen Literatur eine Klasse von Argumenten.
Ausgegangen wird davon, dass zwischen Menschen und nichtmenschlichen Tierarten keine scharfe Trennlinie anhand für moralische Bewertungen verwendbarer Kriterien gezogen werden könne. Eine Bevorzugung von Menschen aufgrund von Eigenschaften, wie etwa die Fähigkeit zum Schmerzempfinden, scheitere daran, dass fast alle nichtmenschlichen Tiere – zumindest alle Tiere mit Nervensystem – ein Schmerzempfinden besitzen. Andererseits werden vermeintlich spezifisch menschliche Fähigkeiten, wie etwa die Fähigkeit Pläne für die Zukunft zu entwerfen oder moralische Urteile zu fällen nicht von allen Menschen geteilt bzw. ausgelebt, z. B. von besonders kleinen Kindern oder Menschen mit bestimmten Behinderungen.
Bezüglich einer Eigenschaft, die zu einer ethischen Unterscheidung vorgeschlagen wird, sind dann solche Menschen, die die Eigenschaft nicht haben oder solche Tiere, die sie haben, die „Grenzfälle“.

## Voraussetzungen
Die wesentliche Voraussetzung des AMG ist eine Interpretation der Theorie der Evolution der Arten, die die Existenz von „Grenzfällen“ zu beliebigen Eigenschaften sichern soll: Demnach gebe es ein Kontinuum in allen ethisch relevanten Fähigkeiten, der Unterschied zwischen den Arten sei also graduell und nicht prinzipiell.
Richard Dawkins schlägt ein Gedankenexperiment vor: Man stelle sich einen Menschen und einen Schimpansen vor. Beide nehmen nacheinander einen direkten Vorfahren an die Hand. Seine Interpretation der Evolutionstheorie ist dann, dass es stets möglich sei, wenn man nur oft genug direkte Vorfahren aufsucht, einen gemeinsamen Vorfahren zu finden. So konstruiert er eine endliche Kette von Individuen, von denen an dem einen Ende ein Wesen mit Grundrechten steht und auf der anderen Seite eines ohne. Er schließt, dass dann wenigstens eine Stelle in der Kette existieren müsse, wo der „moralische Status“ wechselt.

## Beispiele
Ein AMG wird vorwiegend zur Begründung einer Tierrechtsposition herangezogen, um für Grundrechte von Nichtmenschen zu argumentieren. Eine Anwendung auf weniger weitreichende moralische Forderungen findet sich bei dem Utilitarist Peter Singer.
Dieser beobachtet, dass das angebliche Leid in vielen Formen der Tiernutzung mit dem Nutzen, den Menschen daraus ziehen, in keinem Verhältnis stehe. Mit einem Gleichbehandlungsprinzip schließt er, dass man prinzipiell diesem Leid eine entsprechende Berücksichtigung zukommen lassen müsse. Dieses Leid könne nicht allein aufgrund von Spezieszugehörigkeit ignoriert werden. Dass es andererseits keine von der Spezieszugehörigkeit verschiedenen Kriterien geben könne, die eine „Ignoranz“ rechtfertigen, begründet er mit einem AMG:

„(…) welche Kriterien wir auch wählen, wir werden zugeben müssen, daß sie nicht genau an der Grenze unserer eigenen Spezies verlaufen. Wir können mit Berechtigung annehmen, daß bestimmte Lebewesen Merkmale aufweisen, die ihr Leben wertvoller machen als das anderer Lebewesen. Aber mit Sicherheit wird es einige nichtmenschliche Tiere geben, deren Leben – nach welchem Maßstab auch immer – mehr Wert haben als das Leben einiger Menschen. (…) Wenn wir also das Recht auf Leben auf diese Eigenschaften gründen, müssen wir diesen Tieren ein genauso großes, wenn nicht sogar ein größeres Lebensrecht zugestehen als solchen (…) Menschen.“

Tom Regan verwendet eine Version vom AMG zur Kritik gegen verschiedene Tierethiken, etwa der von Kant oder Narveson.
Kant und Narveson schlagen beide eine bestimmte Eigenschaft als notwendige Voraussetzung zur Zuordnung eines „inhärenten Wertes“ beziehungsweise von „Menschenwürde“ vor: Diese Eigenschaften sind bei Kant die Rationalität und bei Narveson die Fähigkeit „Vereinbarungen zu treffen, aus eigenen Interessen heraus Ansprüche geltend machen zu können und einen angemessenen Druck auszuüben, um diese Ansprüche von gesellschaftlichen Institutionen durchzusetzen“. (Bezeichne diese Eigenschaft mit *) Regan schlägt in seiner Kritik daran folgenden Syllogismus vor:
P1: Anhand gewisser Kriterien der Rechtezuweisung werden neben allen Tieren auch einige marginale Menschen von der Klasse der Rechtehabenden ausgeschlossen.
P2: Jedoch haben Menschen, insbesondere die marginalen Menschen, Rechte und liegen somit in der Klasse der Rechtehabenden.
K1: Demzufolge muss jedes Kriterium, für welches P1 wahr ist, als ein Kriterium zurückgewiesen werden, das eine Voraussetzung für den Besitz von Rechten darstellen soll.
Regan begründet ferner, warum im Fall der Rationalität (nach Kant) und für * (nach Narveson) die Voraussetzung P1 seiner Ansicht nach wahr ist. Regan stellt in seinem Hauptwerk eine mögliche Einordnung von AMG in seine Tierrechtstheorie bereit: „Ein besseres Verständnis der Willkür dieser Behauptung [, dass Rationalität für Grundrechtszuweisungen eine notwendige Voraussetzung ist,] wird allein weder die Behandlung von menschlichen noch tierlichen […] [Wesen] verbessern. Es scheint mir aber eine hilfreiche und vielleicht wesentliche Voraussetzung zu jedem Fortschritt in ihrer Behandlung durch uns zu sein.“
Eine Monographie zum AMG ist das Werk Daniel Dombrowskis, der, im Gegensatz zu Regan, eine Tierrechtsposition aus AMG allein für ableitbar hält.

## Formen des AMG
Evelyn Pluhar unterscheidet zwei Versionen des AMG:
1. Das bikonditionale AMG: Es sagt, der moralische Status von nichtmenschlichen Tieren und „Grenzfällen“, die sich in den relevanten Eigenschaften ähneln, sei äquivalent. Solche Tiere haben dann und nur dann Rechte, wenn die entsprechenden Menschen sie haben. Ob das der Fall ist, verbleibt offen.
2. Das kategorische AMG geht von einem Rechtsbegriff für „Grenzfälle“ aus und schließt damit auf Rechte von nichtmenschlichen Tieren. Von der logischen Struktur gleicht das Argument dann einer Kontraposition. („Tierrechte existieren nicht {\displaystyle \Rightarrow } Menschenrechte existieren nicht“)

Tom Regan hat dieselbe Unterscheidung und mit den Begriffen „starkes“ und „schwaches [Argument from marginal cases]“. In seiner Betrachtung des schwachen Arguments ergänzt er eine weitere Unterscheidung in einerseits eine kritische Version (im obigen Beispiel wiedergegeben) und in eine „konstruktive Version“ mit folgendem Syllogismus:
P3: Menschen, insbesondere marginale Menschen, gehören der Klasse der Rechtehabenden an.
P4: Das sinnvollste hinreichende Kriterium für die Zuschreibung von Grundrechten, ein Kriterium, welches auch marginale Menschen in die Klasse der Rechtehabenden einbezieht, zwingt uns dazu, auch einige (, jedoch nicht alle,) Tiere in diese Klasse aufzunehmen.
K2: Wenn wir marginale Menschen dieser Klasse zuschreiben, müssen wir dasselbe auch für einige Tiere zulassen.
Den Namen „Konstruktives Argument from marginal cases“ rechtfertigt er damit, dass (a) das Argument mit P3 von den Rechten marginaler Menschen ausgeht und dass (b) im Gegensatz zum juristischen Argument keine Kritik an vorgeschlagenen Kriterien ist, sondern von einem als „sinnvollsten Kriterium zur Rechtezuschreibung“ auf so eine Zuschreibung auch für einige nichtmenschliche Tiere schließt. (K2) Das „Kritische Argument from marginal Cases“ hingegen „kritisiert die Adequatheit gewisser vorgebrachter notwendiger Kriterien zur Zuschreibung von (Grund-)rechten.“

## Diskussion und Gegenpositionen
R. G. Frey und Allan Holland zufolge zeigt das Argument als solches lediglich einen Widerspruch auf, schweige sich über dessen Auflösung aber aus. Die Ablehnung von Menschenrechten für „Grenzfälle“ sei gänzlich inakzeptabel. Einige verteidigen eine solche Auflösung. (Siehe auch Dammbruchargument.) Verfechter eines Begriffs des „Speziesismus“ sehen ihre These, dass eine Diskriminierung aufgrund von Spezieszugehörigkeit existiere und analog zur Diskriminierung aufgrund von beispielsweise Geschlecht oder Hautfarbe verlaufe, dadurch bestätigt und in der Offenheit des Arguments eine Stärke.
Steven F. Sapontzis zufolge sei das AMG irreführend, weil der moralische Wert von Nichtmenschen oder Menschen keineswegs aus Ähnlichkeiten erwachse, sondern aus einem Respekt für den Eigenschaften übergeordneten Tugenden, die sich beobachten ließen.
Das AMG sei unfair gegenüber Menschen mit Behinderung: Menschen, die grundlegende kognitive Fähigkeiten aus irgendeinem Grund verlieren, seien in ihrer Persönlichkeit entstellt. Menschen, die von Geburt an solche Fähigkeiten nicht haben, seien auch benachteiligt, weil sie keine „normalen Mitglieder ihrer Spezies“ werden können. Das stelle einen Unterschied zu nichtmenschlichen Tieren dar, die diese Zugehörigkeit durchaus besitzen können. Daraus lasse sich auf eine Situation der moralischen Überlegenheit von Menschen mit Behinderung schließen. Eine Antwort der Tierrechtler darauf ist, dass das Argument Zirkulär sei: In dem Begriff der „Benachteiligung“ oder der „Unfairness“ sei der moralische übergeordnete Wert der Menschen mit Behinderung gegenüber allen Tieren bereits enthalten während gleichzeitig für diesen argumentiert wird.
Arthur Caplan weist darauf hin, dass ein menschlicher Grenzfall sich durch eine emotionale Beziehung zu einem Nicht-Grenzfall unterscheiden kann und daraus eine ethische Erheblichkeit erwachsen kann. James Lindemann Nelson weist diesen Punkt zurück. Derlei Beziehungen existieren einerseits auch zwischen Nicht-Grenzfällen und Nichtmenschen. Andererseits gäbe es auch hier wieder einen Meta-Grenzfall von Menschen, die nicht in einer solchen Beziehung zu Nicht-Grenzfällen stehen.
Peter Caruthers vertritt Caplans Einwand aus einer kontraktualistischen Position. Menschenrechte hätten die wesentliche Funktion, Gesellschaften zu stabilisieren. Eine Aberkennung von Menschenrechten für „Grenzfälle“ würde zunächst zu ihrer Ausbeutung und in der Folge zu Hass und eventuell Gewalt durch ihre Angehörigen führen. Der Hass und die Gewalt einiger Vertreter der Tierrechte, etwa der Animal Liberation Front, sowie die Art der Beziehungen zwischen Menschen und Nichtmenschen stehe dazu in keinem Verhältnis. Tiere hätten demnach grundsätzlich keine intrinsischen Werte. Ähnlich argumentiert Elizabeth S. Anderson. Rechte seien demnach als eine gesellschaftliche Institution grundsätzlich von der Art der Beziehungen abhängig, in der die Mitglieder der Gesellschaft zueinander stehen können. (Siehe Capabilities Approach.) Im Gegensatz zu Caruthers können bei Anderson soziale, beziehungsweise emotionale, Beziehungen über die Speziesgrenzen hinaus, ein mit zwischenmenschlichen Beziehungen vergleichbare Bedeutung erreichen und daraus entsprechende Rechte erwachsen. Das sei jedoch nicht für alle Tiere mit Bewusstsein der Fall.